# سوسک نارون‌نشین اروپایی
سوسک نارون‌نشین اروپایی (نام علمی: Scolytus multistriatus) نام یک گونه از سرده پوسته‌نشین‌ها است.